# Caneggio
Caneggio foi uma comuna da Suíça, no Cantão Tessino, com cerca de 369 habitantes. Estendia-se por uma área de 3,87 km², de densidade populacional de 95 hab/km². Confinava com as seguintes comunas: Bruzella, Cabbio, Castel San Pietro, Cernobbio (IT-CO), Moltrasio (IT-CO), Morbio Superiore.
A língua oficial nesta comuna era o Italiano.

## História
Em 25 de outubro de 2009, passou a formar parte da nova comuna de Breggia.